# فيضانات جيلجيت بالتستان 2022
فيضانات جيلجيت بالتستان 2022 بدأت الفيضانات في أوائل شهر يوليو في باكستان. قُتل ما لا يقل عن 15 شخصًا وألحق أضرارًا بالغة بطريق كاراكورام السريع وأغلق طريق بابوسار العلوي أمام حركة المرور في عدة أماكن بسبب الانهيارات الأرضية والفيضانات.

## التأثير
تعد مقاطعات جيزار ونجار وديامير وغانشي وأستور الأكثر تضررًا حيث تضررت الطرق والأراضي والجسور وقنوات إمدادات المياه بسبب الفيضانات والانهيارات الأرضية.
بسبب الانهيارات الأرضية تم تدمير طريق كاراكورام السريع في تاتا باني. بينما تأثر طريق بابوصر أيضًا. طريق جيلجيت شاندور برست تعرضت للفيضانات في منطقة جيزار.
وفي الوقت نفسه عانى طريق جيلجيت-سكاردو أيضًا من التآكل بسبب ارتفاع تدفق المياه في نهر السند. تم قطع طريق وادي إشكومان في جوتكاش بسبب الفيضانات في نهر إشكومان.
كما غمرت المياه جسر في خوربات في منطقة غنشي ومصارف في العبادي. جرفت الفيضانات طرق الوادي وجسرين في منطقة ناجار. هناك أيضًا تقارير عن أضرار في خنار وبونار في مقاطعة ديامير.